# Macalpinomyces trichopterygis
Macalpinomyces trichopterygis är en svampart som beskrevs av Vánky & C. Vánky 1997. Macalpinomyces trichopterygis ingår i släktet Macalpinomyces och familjen Ustilaginaceae.   Inga underarter finns listade i Catalogue of Life.